# Heinäjärvi (Junosuando socken, Norrbotten, 749023-178661)
Heinäjärvi är en sjö i Pajala kommun i Norrbotten och ingår i Torneälvens huvudavrinningsområde.